# Loxandrus robustus
Loxandrus robustus är en skalbaggsart som beskrevs av Allen. Loxandrus robustus ingår i släktet Loxandrus och familjen jordlöpare. Inga underarter finns listade i Catalogue of Life.